# Aleksa Simić
Aleksa Simić, en serbe cyrillique Алекса Симић (né à Boljevci le 30 mars 1800 – mort à Belgrade le 29 février 1872) était un homme politique serbe. Il fut trois fois Représentant du Prince, alors que la Serbie était une principauté autonome au sein de l’Empire ottoman.

## Biographie
Aleksa Simić fit ses études à Đakovo, où il travailla ensuite en tant qu’employé dans un magasin.
En 1819, il s’installe en Serbie, où il travaille au Bureau du Prince Miloš Ier Obrenović. En 1823, il devient secrétaire de ce Bureau. Il s’intéresse notamment aux affaires commerciales.
En 1835, il devient, pour une courte période, Ministre des Finances de la principauté de Serbie. La même année, il est nommé principal Aide de Camp du Prince Miloš, puis, en 1836, il devient un de ses conseillers.
En 1842, il est envoyé à Istanbul.
Du 6 octobre 1843 au 11 octobre 1844, sous le règne du prince Alexandre Karađorđević il exerce la double fonction de Représentant du Prince et de Ministre des Affaires étrangères. Puis, il se retire en Valachie, où il reste jusqu’en 1849.
Revenu en Serbie, Aleksa Simić est Ministre de la Justice et de l’Éducation de 1849 à 1852, puis Ministre de l’Intérieur de 1852 à 1853.
Du 26 mars 1853 au 28 décembre 1855, il exerce de nouveau la double fonction de Représentant du Prince et de Ministre des Affaires étrangères. Il exercera une troisième fois ces fonctions du 28 septembre 1856 au 1er juillet 1857. À partir de cette date, il se retira des affaires.
Aleksa Simić faisait partie des Défenseurs de la Constitution, contre le pouvoir autocratique du Prince.
De 1849 à 1852, il fut membre et Président de la Société scientifique serbe. Et à partir du 29 juillet 1864, il fut membre honoraire de la Société savante de Serbie (qui allait devenir l’Académie serbe des Sciences et des Arts).